# San Miguel (Corrientes)
San Miguel is een plaats in het Argentijnse bestuurlijke gebied San Miguel in de provincie Corrientes. De plaats telt 3.994 inwoners.